# Giunta Musumeci

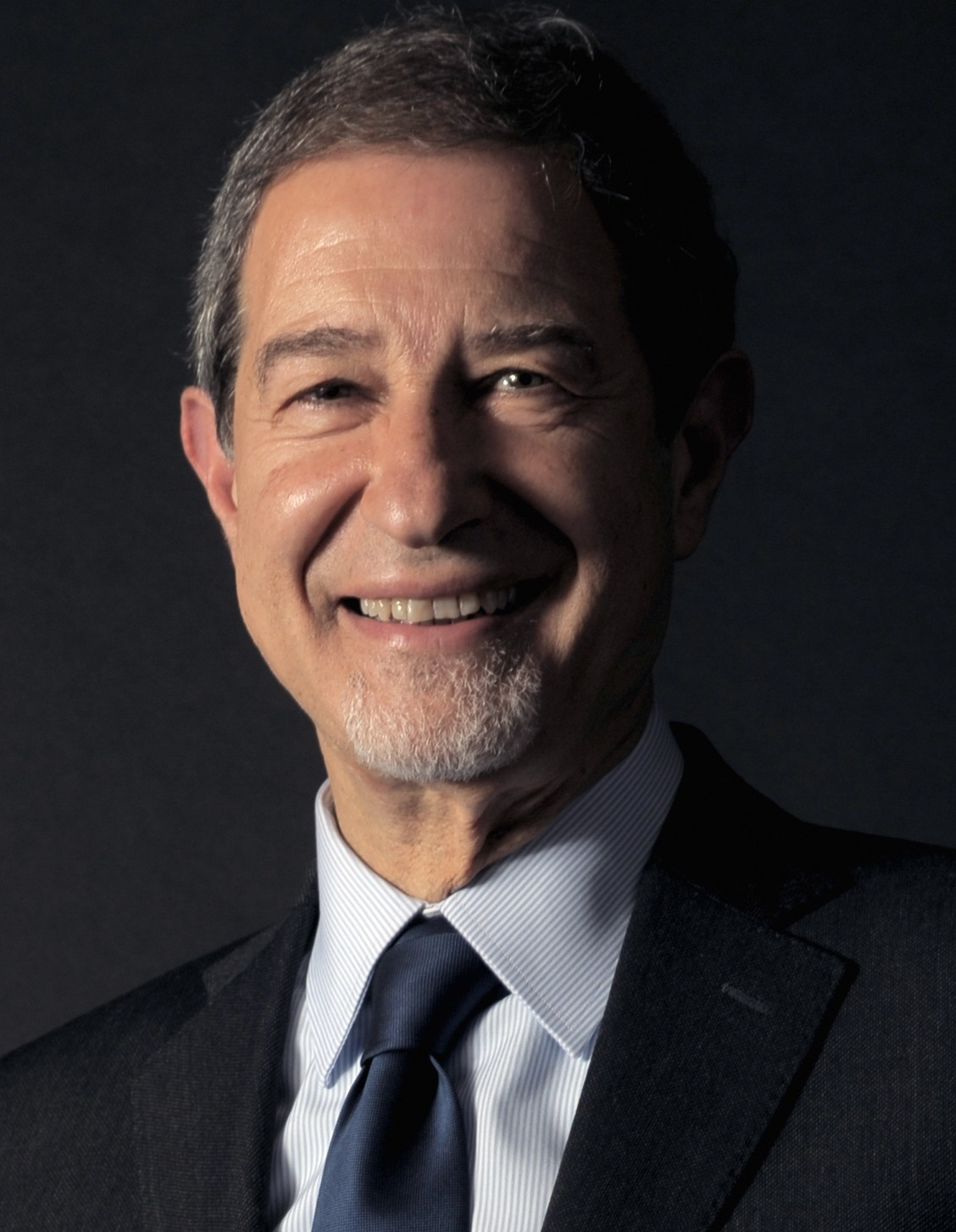
Nello Musumeci, Presidente della Regione Siciliana tra il 2017 e il 2022

La Giunta Musumeci è stata la 59° giunta regionale della Sicilia, in carica per l'intera durata della XVII legislatura dell'Assemblea regionale siciliana. È stata formata il 29 novembre 2017 dal presidente Nello Musumeci, eletto alle elezioni regionali siciliane del 5 novembre.
Il 4 agosto 2022 Musumeci annuncia le sue dimissioni, fissando la data per la consultazione elettorale al 25 settembre 2022. È rimasto in carica per gli affari correnti fino all'insediamento del nuovo presidente della Regione Renato Schifani, avvenuto il 13 ottobre 2022. La giunta Schifani è stata nominata il 16 novembre successivo.

## Composizione
La Giunta di governo era composta dal presidente e da 12 assessori, nominati e revocati dal presidente, anche tra non deputati regionali. Con decreto il presidente ha nominato tra loro un vice presidente (Gaetano Armao) per sostituirlo in caso di impedimento. Ogni assessore ha avuto una delega del presidente a un ramo dell'amministrazione (composto da uno o più Dipartimenti della Regione).
Di seguito la composizione al momento delle dimissioni della giunta, ufficializzate il 13 ottobre 2022:
| Assessore         | Partito | Partito              | Competenze                                                       | In carica dal    | Provincia di provenienza |
| ----------------- | ------- | -------------------- | ---------------------------------------------------------------- | ---------------- | ------------------------ |
| Nello Musumeci    |         | #DiventeràBellissima | Presidente della Regione                                         | 18 novembre 2017 | Catania                  |
| Gaetano Armao     |         | Azione               | Assessore dell'Economia e Vicepresidente                         | 29 novembre 2017 | Palermo                  |
| Antonino Scilla   |         | Forza Italia         | Assessore dell'Agricoltura, Sviluppo rurale e Pesca mediterranea | 4 gennaio 2021   | Trapani                  |
| Salvatore Cordaro |         | Cantiere Popolare    | Assessore del Territorio e dell'Ambiente                         | 29 novembre 2017 | Palermo                  |
| Marco Falcone     |         | Forza Italia         | Assessore delle Infrastrutture e Mobilità                        | 29 novembre 2017 | Catania                  |
| Daniela Baglieri  |         | Unione di Centro     | Assessore dell'Energia e dei Servizi di pubblica utilità         | 24 febbraio 2021 | Ragusa                   |
| Marco Zambuto     |         | Forza Italia         | Assessore delle Autonomie locali e della Funzione pubblica       | 4 gennaio 2021   | Agrigento                |
| Antonio Scavone   |         | MpA                  | Assessore della Famiglia, Politiche sociali e del Lavoro         | 20 febbraio 2019 | Catania                  |
| Alessandro Aricò  |         | #DiventeràBellissima | Assessore dell'Istruzione e della Formazione professionale       | 7 giugno 2022    | Palermo                  |
| Manlio Messina    |         | Fratelli d'Italia    | Assessore del Turismo, dello Sport e dello Spettacolo            | 5 luglio 2019    | Catania                  |
| Ruggero Razza     |         | #DiventeràBellissima | Assessore della Salute                                           | 3 giugno 2021    | Catania                  |
| Alberto Samonà    |         | Lega Salvini Sicilia | Assessore dei Beni culturali e dell'Identità siciliana           | 19 maggio 2020   | Palermo                  |
| Girolamo Turano   |         | Unione di Centro     | Assessore delle Attività produttive                              | 29 novembre 2017 | Trapani                  |

### Annotazioni
1. ↑  Fino al 13 agosto 2022 Forza Italia
2. ↑  Dal 29 novembre 2017 al 3 gennaio 2021 Edgardo Bandiera (FI)
3. ↑  Dal 29 novembre al 28 dicembre 2017 Vincenzo Figuccia (UdC), dal 29 dicembre 2017 fino al 27 febbraio 2018 interim del presidente Musumeci e dal 28 febbraio 2018 al 23 febbraio 2021 Alberto Pierobon (UdC)
4. ↑  Dal novembre 2017 al gennaio 2021 Bernadette Grasso (FI)
5. ↑  Dal novembre 2017 al febbraio 2019 Mariella Ippolito (Mpa)
6. ↑  Dal 29 novembre 2017 al 29 marzo 2022 Roberto Lagalla (UdC), dal 30 marzo 2022 al 7 giugno 2022 Nello Musumeci ad interim
7. ↑  Dal novembre 2017 a giugno 2019 Sandro Pappalardo (FdI), da giugno a luglio 2019 Nello Musumeci interim
8. ↑  Dal 29 novembre 2017 al 30 marzo 2021 Ruggero Razza (#DB), dal marzo 2021 al giugno 2021 interim del presidente Musumeci (#DB)
9. ↑  Dal novembre 2017 ad aprile 2018 Vittorio Sgarbi, dall'aprile 2018 al marzo 2019 Sebastiano Tusa, da marzo 2019 a maggio 2020 Nello Musumeci ad interim

### Fonti
1. ↑   Governi precedenti | ARS, su www.ars.sicilia.it. URL consultato l'11 dicembre 2022.
2. ↑   Sicilia, il governatore Nello Musumeci si è dimesso: Fi e Lega lo avevano scaricato, su la Repubblica, 4 agosto 2022. URL consultato l'11 dicembre 2022.
3. ↑   Il presidente Schifani firma il decreto di nomina dei dodici assessori: così le deleghe, su www.regione.sicilia.it. URL consultato l'11 dicembre 2022.
4. ↑   Schifani presenta la Giunta: «Partiamo compatti, ci aspettano sfide importanti», su www.regione.sicilia.it. URL consultato l'11 dicembre 2022.
5. ↑  Articolo 9 dello Statuto speciale della Regione Siciliana
6. ↑   Sicilia: Musumeci nomina Aricò assessore all'Istruzione - Sicilia, su Agenzia ANSA, 7 giugno 2022. URL consultato il 12 giugno 2022.